# Ел Сантисимо, Сан Мануел (Олута)
Ел Сантисимо, Сан Мануел (шп. El Santísimo, San Manuel) насеље је у Мексику у савезној држави Веракруз у општини Олута. Насеље се налази на надморској висини од 50 м.

## Становништво
Према подацима из 2005. године у насељу су живела 3 становника.

### Хронологија
| Година       | 2000      | 2005 |
| ------------ | --------- | ---- |
| Становништво | 6 (3 / 3) | 3    |

### Попис
| # | Индикатор                        | Вредност |
| - | -------------------------------- | -------- |
| 1 | Укупно појединачних домаћинстава | 1        |